# Dz (digramme)
Cette page contient des caractères spéciaux ou non latins. S’ils s’affichent mal (▯, ?, etc.), consultez la page d’aide Unicode.
Pour les articles homonymes, voir DZ.
DZ (majuscule avec minuscule : Dz, minuscule : dz) est un digramme utilisé comme lettre pour l’écriture du slovaque.
Une forme minuscule ‹ ʣ › en ligature, où le ‹ d › et le ‹ z › se touchent, a été utilisée dans l'alphabet phonétique international mais est depuis remplacé par [d͡z].

## Linguistique
Le digramme DZ, composé des lettres « D » et « Z », est utilisé en slovaque pour transcrire le son [d͡z].
En début de phrase, la capitalisation de la lettre est « Dz ». DZ est considéré comme une lettre à part entière et est en théorie classé dans l'ordre alphabétique après le D et avant le E. En pratique, ce classement correspond à l'ordre standard des lettres de l'alphabet latin et est donc parfaitement transparent.

## Représentation informatique
Le digramme DZ possède les représentations Unicode suivantes :
- Multiples caractères :
  - Capitale DZ : U+0044 U+005A ;
  - Majuscule Dz : U+044 U+007A ;
  - Minuscule dz : U+0064 U+007A.
- Caractère unique (non recommandé, présent pour de raisons de compatibilité)[1]
  - Capitale Ǳ : U+01F1 ;
  - Majuscule ǲ : U+01F2 ;
  - Minuscule ǳ : U+01F3.
- Ligature anciennement utilisé dans l’alphabet phonétique international :
  - Symbole ʣ : U+02A3.

| formes    | représentations | chaînes de caractères | points de code | descriptions                                      |
| --------- | --------------- | --------------------- | -------------- | ------------------------------------------------- |
| capitale  | Ǳ               | Ǳ                     | U+01F1         | lettre majuscule latine dz                        |
| majuscule | ǲ               | ǲ                     | U+01F2         | lettre majuscule latine d avec lettre minuscule z |
| minuscule | ǳ               | ǳ                     | U+01F3         | lettre minuscule latine dz                        |